# Vinzenz Katzler

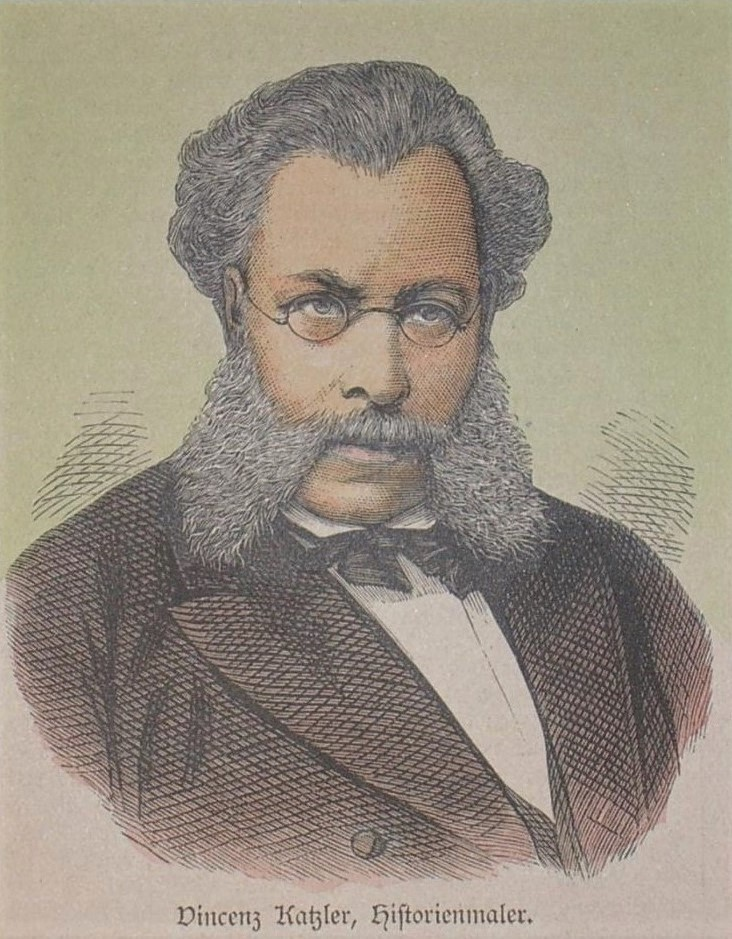
Vincenz Katzler, Holzstich (1882)

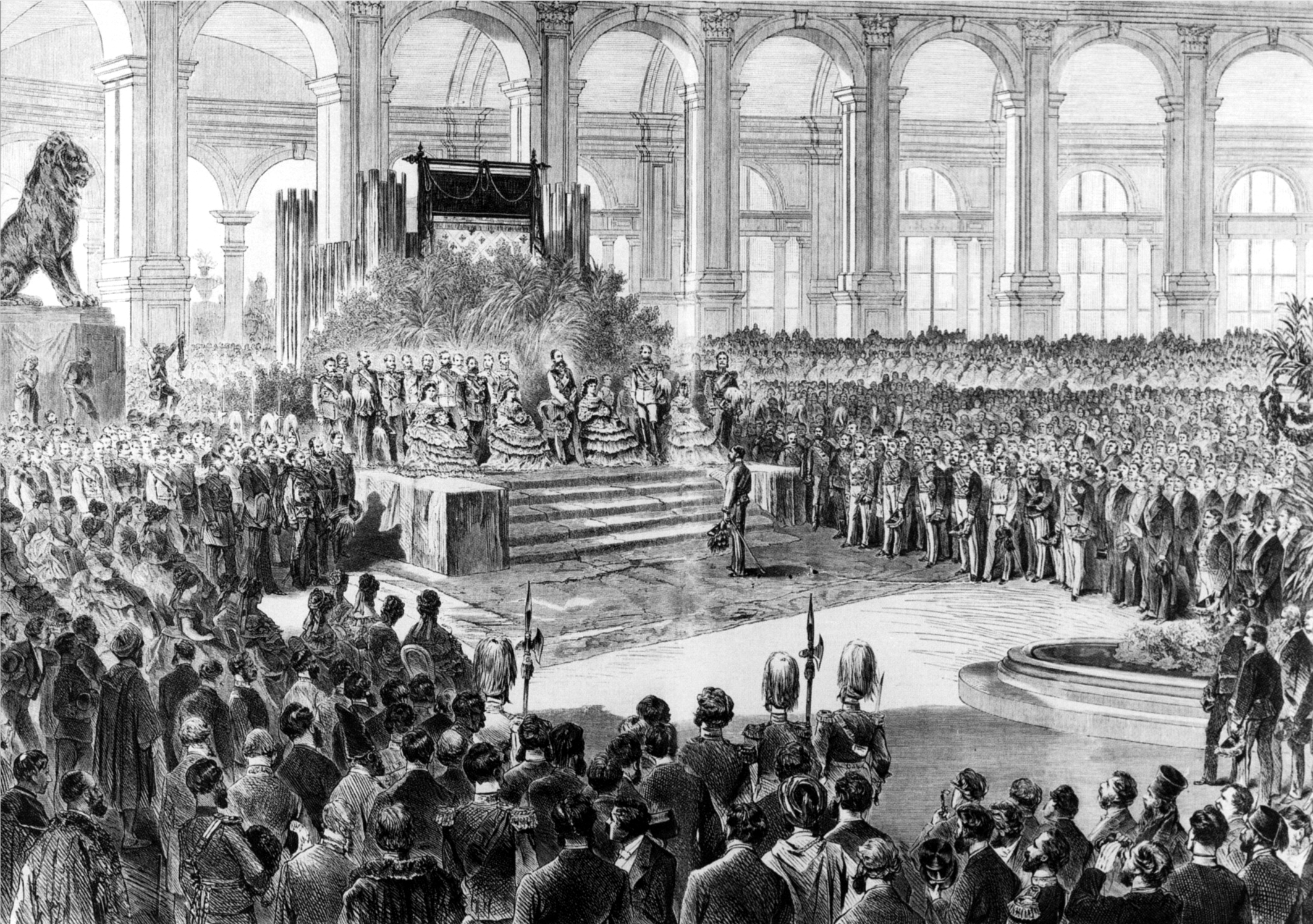
Zeichnung von Katzler zur Eröffnung der Wiener Weltausstellung

Vinzenz Katzler (* 6. Oktober 1823 in Wien; † 22. Juli 1882 ebenda) war ein österreichischer Maler und Grafiker.
Katzler studierte von 1840 bis 1844 an der Wiener Akademie der bildenden Künste. Nach 1848 fertigte er Porträts und Illustrationen, unter anderem für Figaro, Kikeriki, Hans Jörgel und die Leipziger Illustrierte. Besonders bekannt ist er für zahlreiche Holzschnitte und Lithografien, etwa zeithistorische Darstellungen und Motive aus dem Volksleben der österreichischen Monarchie.
Seit 1956 ist die Katzlergasse im 11. Wiener Gemeindebezirk Simmering nach dem Künstler bekannt.